# Рожков, Александр Юрьевич
Алекса́ндр Ю́рьевич Рожко́в (род. 14 февраля 1958, Краснодар) — российский историк и педагог, доктор исторических наук (2003). Автор многочисленных научных трудов по истории повседневности, социальной истории, ювенальной истории.

## Биография
Родился в семье служащих. Отец — Рожков Юрий Николаевич, мать — Рожкова (Луняка) Вера Васильевна.
В 1975 году окончил СШ № 20 города Ейска Краснодарского края.
В 1979 году окончил Рижское высшее военно-политическое Краснознамённое училище имени Маршала Советского Союза С. С. Бирюзова.
В 1989 году получил второе высшее образование на историческом факультете Кубанского государственного университета.
С 1979 по 1998 годы проходил действительную военную службу на офицерских должностях в частях и вузах Ракетных войск стратегического назначения. Воинское звание — подполковник запаса.
С 1998 по 2012 год на преподавательской работе в Краснодарском государственном университете культуры и искусств и ряде вузов г. Краснодара.
С 2012 — профессор кафедры социологии и кафедры новейшей отечественной истории Кубанского государственного университета.
С 2016 г. - заведующий кафедрой социологии Кубанского госуниверситета

## Научная деятельность
Области исследовательских интересов: историческая антропология, социальная история, история повседневности, ювенальная история, антропология и история советского детства, культурная история эмоций. В центре научных интересов находятся проблемы повседневной жизни молодого человека в периоды социальных трансформаций в раннесоветском обществе.
В 1992 году защитил кандидатскую диссертацию «Молодое поколение в условиях новой экономической политики: облик, проблемы, противоречия. 1921—1929 гг. (На материалах Кубани и Черноморья)». Научный руководитель — к.и.н., доцент В. Е. Щетнев.
В 1998 году присвоено учёное звание «доцент».
В 2003 году защитил докторскую диссертацию «Молодой человек в советской России 1920-х годов: повседневная жизнь в группах сверстников (школьники, студенты, красноармейцы)». Экспертным сообществом диссертация признана фундаментальным исследованием, развивающим новое научное направление в отечественной историографии — ювенальную историю.
Под научным руководством А. Ю. Рожкова выполнено свыше 150 дипломных работ, защищены две кандидатские диссертации (М. Р. Стругова, А. С. Ляшок), работают над диссертациями три аспиранта.

## Грантовые исследовательские проекты
- 1997—1998 — «Молодой человек на переломном этапе российской истории. 1920—1929 гг. (на материалах Юго-Востока России)». Индивидуальный грант Московского общественного научного фонда. № 033 междисц./97, № 161 междисц./98.
- 2000 — «Кубанская молодёжь 20-х годов: традиционная культура и модернизация». Индивидуальный грант Research Support Scheme of the Open Society Support Foundation, № 1006/2000.
- 2001—2003 — «Социальные проблемы кубанской молодёжи в условиях изменяющегося общества 1920-х и 1990-х годов: общее и особенное в процессе адаптации (сравнительно-исторический анализ)». Коллективный грант РГНФ и Администрации Краснодарского края, № 01-01-38006 а/Ю (руководитель проекта).
- 2004—2006 — «Беспризорность в советской России 1920—1930-х годов как социально-исторический феномен: власть, общество, жизненный мир беспризорника (на материалах Северного Кавказа)». Коллективный грант РГНФ и Администрация Краснодарского края, № 04-01-38013 а/Ю (руководитель проекта).
- 2006 — Взаимоотношения молодёжи и власти на Кубани в 1928 г. сквозь призму микроистории: «Дело Г. Синдаровского»". Индивидуальный грант American Council of Learned Societies (ACLS).
- 2006 — «Человек на исторических поворотах XX века: Юг России в историко-антропологическом измерении». Коллективный грант РГНФ и Департамента образования и науки Краснодарского края, № 06-01-38180 г/Ю (подготовка Региональной научной конференции) — руководитель проекта.
- 2006—2007 — «Молодёжь и власть в меняющейся России накануне „великого перелома“: взаимоотношения „крупным планом“». Индивидуальный грант РГНФ, № 06-01-00430а.
- 2008—2009 — «Трансформация коллективной памяти о Великой Отечественной войне в воспоминаниях детей военного времени (1940—2000-е гг.)». Коллективный грант РГНФ, № 08-01-00511а (руководитель проекта).
- 2010—2013 — «Ребенок в изменяющейся России XX века: образы детства, повседневные практики, „детские тексты“». Коллективный грант РГНФ, № 11-01-00345а (руководитель проекта).
- 2014—2015 Научная подготовка к изданию сборника документов «Великая Отечественная война в письменных и визуальных эго-документах» (в серии «Библиотека Кубанского края»). Коллективный грант РГНФ, № 14-11-23005 а(р).
- 2014—2016 Чувства под контролем: повседневность провинциального города 1920—1930-х годов в ракурсе культурной истории эмоций. Коллективный грант РГНФ, № 14-01-00239а (руководитель проекта).

## Участие в научных организациях
- С 2002 — Международная ассоциация исторической психологии им. В. И. Старцева.
- С 2007 — постоянно действующий семинар «Культура детства: нормы, ценности, практики» (РГГУ).
- С 2009 — Международная ассоциация гуманитариев (IAH).
- С 2009 — редакционный совет исторического журнала «Былые годы» (г. Сочи).
- С 2013 — редакционный совет исторического журнала «History and Historians in the Context of the Time» (История и историки в контексте времени) — г. Сочи.
- С 2013 — редакционная коллегия исторического журнала «Голос минувшего» (г. Краснодар).

## Награды
За период прохождения действительной военной службы и пребывания в запасе награждён четырьмя медалями Министерства обороны СССР и нагрудным знаком Командования СКВО.

## Основные работы
Опубликовал свыше 160 научных и учебно-методических трудов общим объёмом 165 п. л., в том числе в ведущих научных журналах «Социологические исследования», «Вопросы истории», «Родина», «Клио», «Россия XXI», «Новое литературное обозрение», Ежегоднике «Военно-историческая антропология» (Москва, РОССПЭН), в зарубежном научном сборнике (Эссен, Германия).
Монографии:
- В кругу сверстников: Жизненный мир молодого человека в советской России 1920-х годов : в 2 т. Краснодар: ОИПЦ «Перспективы образования», 2002 (переиздана одним томом в 2014 г. издательством «Новое литературное обозрение» в серии «Культура повседневности»: Рожков А. Ю. В кругу сверстников: Жизненный мир молодого человека в Советской России 1920-х годов. М.: Новое литературное обозрение, 2014. 640 с.: ил. ISBN 978-5-4448-0216-8).
- Социальные проблемы кубанской молодёжи в условиях изменяющегося общества 1920-х и 1990-х гг. Краснодар: ИЭиУ МиСС, 2004 (в соавт. с А. Н. Деминым и И. В. Самаркиной, под ред. А. Ю. Рожкова).
- Наука и власть: кубанский контекст (1917—1941). Краснодар: Кубанькино, 2010 (в соавт. с А. Н. Еремеевой и М. Р. Струговой).

Сборники статей (редактор, соредактор)
- Другие времена: межвуз. сб. ст. к 70-летию проф. В. Е. Щетнева. Краснодар, 2004.
- Молодёжь в меняющейся России: исторический опыт и современность : сб. мат-лов межвуз. науч. семинара. Краснодар: ИЭиУ МиСС, 2005.
- Человек на исторических поворотах XX века : сб. ст. Краснодар: Кубанькино, 2006.
- Вторая мировая война в детских «рамках памяти»: сб. ст. Краснодар: Экоинвест, 2010.

Учебники и учебные пособия (в составе авторского коллектива)
- История Кубани с древнейших времен до конца XX века : учеб. для вузов. Краснодар: ОИПЦ «Перспективы образования», 2004. (гриф краевого Департамента образования и науки).
- Социальная политика региона: теория и практика / под ред. И. П. Скворцова. М.: Кнорус, 2010. (гриф УМО по специальности «Социальная работа»).

Статьи
- Первая смерть вождя: Болезнь и кончина В. И. Ленина в общественном восприятии // Россия XXI. 1995. № 5-6. С. 130—157.
- Политический контроль в Красной Армии (1918—1924) // Политический сыск в России: история и современность. СПб., 1997. С.298-309.
- Беспризорники // Родина, 1997. № 9. С.70-76.
- Народное сопротивление антирелигиозной политике советской власти на юго-востоке России в 1918—1929 гг. // Голос минувшего, 1997. № 2. С.З-12.
- Студент как зеркало Октябрьской революции // Родина, 1999. № 3. С.68-74.
- Молодой человек 20-х годов: протест и девиантное поведение // Социологические исследования, 1999. № 7. С. 107—114.
- Народные острословы о жизни в «большевизии» // Родина, 1999. № 10. С. 60-64.
- Бунтующая молодёжь в нэповской России // Клио, 1999. № 1. С. 139—154.
- Интернационал дураков // Родина, 1999. № 12. С. 61-66.
- Борьба с беспризорностью в первое советское десятилетие // Вопросы истории, 2000. № 1. С.134-139.
- «В Москве я слышал одно, здесь вижу другое…»: Красноармеец 1920-х годов: картины мира и социальный облик // Социологические исследования, 2000 № 10. С.76-83.
- Под диктовку политруков: Мир и мирок красноармейца 20-х гг. // Родина. 2001. № 4. С. 60-65.
- Die Jugend im Kuban-Gebiet in den 1920er Jahren zwischen Tradition und Modernisierung // Sowjetjugend 1917—1941: Generation zwischen Revolution und Resignation. Essen: Klartext, 2001. S. 195—216.
- «Лучше хулиганом быть, чем любовь разводить» // Родина. 2004. № 9. С. 60-65.
- Повседневная жизнь красноармейцев в 1920-е годы: формы протеста // Эпоха. Культуры. Люди: История повседневности и культурная история Германии и Советского Союза. 1920-50-е гг.: сб. ст. Харьков, 2004. С. 248—267.
- «Казарма хуже тюрьмы»: Жизненный мир красноармейца 1920-х годов // Военно-историческая антропология: актуальные проблемы изучения. Ежегодник 2005/2006. М., 2007. С. 257—284.
- Коли терор ще не був «великим»: переломна доба i люди в автобіографічній пам`ятi арештанта ОГПУ // Схід-Захід (Харків). 2009. Вип. 13-14. С. 126—160.
- Неформальные сообщества школьников: уникальное и типичное в обретении коллективной идентичности в 1920-е годы // Ребёнок в истории и культуре : тр. семинара «Культура детства: нормы, ценности, практики». М., 2010. Вып. 4. С. 344—369.
- «Вместо сияющего будущего — участь рабыни»: Репрезентация переживаний в период оккупации в нарративах краснодарских школьников (1945 год) // Вторая мировая война в детских «рамках памяти»: сб. науч. ст. Краснодар : Экоинвест, 2010. С. 264—316.
- Международная конференция «История детства как предмет исследования: наследие Ф. Арьеса в Европе и России» // Новое литературное обозрение. 2010. № 103. (в соавт.).
- Школа южно-российского города на закате нэпа: «микрофизика власти» в смысловом пространстве криминального казуса // Антропология советской школы: культурные универсалии и провинциальные практики : сб. ст. Пермь, 2010. С. 19-54.
- Георгий Синдаровский: исповедь в камере ОГПУ // Ad augusta per angusta. Chelm, 2011. S. 393—412.
- «Кровный союз» в краснодарской школе: практики коллективной идентичности учащихся 1920-х годов // Культурная жизнь Юга России. 2011. № 4. С.107-110.
- «It is quiet in class while students are writing»: motivation, academic performance, live projects of students from 1920s // European researcher. 2011. № 9. С.1280-1288.
- «Бог есть, но я в него уже не верю»: детские религиозные/антирелигиозные представления и практики в 1920-е годы // Культурная жизнь Юга России. 2012. № 4. С.101-104.
- К осмыслению научного наследия В. Е. Щетнева // Историки, научные школы и исторические сообщества Юга Российской Империи, СССР и постсоветского пространства: материалы международной научной конференции: сб. науч. ст. Краснодар, 2012. С. 193—205.
- «Я хочу быть киноартисткой»: размышления по поводу одной пионерской дискуссии (1929 год) // Вестник Пермского университета. Серия «История». Пермь, 2013. Вып. 2 (22). С. 126—137.
- Репрессивные техники власти в отношении учащейся молодёжи накануне «великого перелома»: микроисторический подход // История сталинизма: жизнь в терроре. Социальные аспекты репрессий: материалы Международной научной конференции, Санкт-Петербург, 18-20 октября 2012 г. М. : РОССПЭН, 2013. С. 185—195.